# Lederia topali
Lederia topali es una especie de coleóptero de la familia Tetratomidae.

## Distribución geográfica
Habita en Vietnam.